# Fórum de César
Fórum de César, conhecido também como Fórum Júlio, foi um dos fóruns imperiais de Roma construído por Júlio César perto do Fórum Romano em 46 a.C..

## Construção
César decidiu construir um fórum com seu nome numa área a nordeste do Fórum Romano depois de adquirir, a preços bastante altos, os terrenos necessários na região. A construção começou em 54 a.C. e terminou em 46 a.C., quando foi inaugurado em homenagem a César e seus feitos. Alguns estudiosos, porém, acreditam que Augusto teria sido o responsável por encher a lateral oeste de lojas e espaços comerciais que depois passaram a ser considerados como parte do fórum e, portanto, teria sido já sob seu comando que a obra terminou. O fórum se estendia do antigo Argileto, no lado sudeste do Fórum Romano, até o Átrio da Liberdade, e sua extensão era de 160 x 75 metros. Como parte das cerimônias de inauguração, ricos jogos foram oferecidos e financiados por César, uma clara indicação do exorbitante custo da obra e, portanto, do interesse dele no fórum.

## Objetivo
O Fórum de César era, originalmente, para ser uma expansão do já lotado Fórum Romano. Porém, ele evoluiu para servir a dois outros objetivos: ser um local para a realização de negócios públicos ligados ao Senado Romano e também um santuário dedicado ao próprio César e à Vênus Generatrix, de quem a gente Júlia alegava ser descendente.
Antes de seu assassinato, César obrigava o Senado a se reunir diante de seu templo, um ato considerado impopular pelos senadores. O fórum também influenciou a reconstrução da Cúria, que César iniciou em 44 a.C., que ficou bem mais perto do fórum. As dez tabernae localizadas na lateral oeste do Fórum eram vizinhas da Cúria, a casa do Senado, o que, segundo César, simbolizava a união que ele gostaria entre ele próprio e o Senado. Também depois de seu assassinato, o Templo da Vênus Generatrix foi terminado e sua inauguração incluiu grandes jogos. Este templo foi prometido por César antes da Batalha de Farsalos, em 48 a.C., a "Vênus Victrix", a deusa favorita de Pompeu e de quem ele esperava cair nas graças antes da batalha final contra ele.
O templo foi removido depois que o espaço entre o monte Capitolino e o monte Quirinal foi preenchido durante os reinados de Domiciano e Trajano. Durante esta obra, um segundo andar de lojas foi construído atrás do pórtico oeste da praça e um edifício com pilares de blocos de tufo chamado Basílica Argentária foi construído. O novo templo foi inaugurado no mesmo dia da Coluna de Trajano, em 12 de maio de 113, como atesta uma inscrição nos Fastos Ostienses.

## Estátuas
O Templo da Vênus Generatrix abrigava uma importante coleção de estátuas, pinturas e esculturas. Uma estátua dourada de Cleópatra inaugurou a tradição de dedicar estátuas de mulheres notáveis no local. Entre as pinturas estavam uma de Medeia, a heroína grega da peça de Eurípides "Medeia", e uma de Ájax, o herói da peça de Sófocles "Ájax", ambas de Timômaco. Provavelmente uma escolha de César, uma coleção de gemas esculpidas também era abrigada ali e conta-se que ela era maior que a coleção de Mitrídates VI, confiscada pelo seu rival Pompeu. Não se sabe a origem da coleção de César.

## Reconstrução
Sob o reinado de Tito, um grande incêndio destruiu Roma em 80, incluindo o Fórum Romano. O Fórum de César não foi reconstruído até 95, já no reinado de Domiciano, o que indica que ele tinha algum interesse pessoal em fazê-lo. Entre estes interesses, provavelmente estava um desejo de separar a Cúria do Fórum de César, uma reversão do desejo de César de ter o Senado diretamente ligado a ele. Poucos assuntos senatoriais foram resolvidos ali depois disto, com exceção do chamado secretarium senatus, atestado até o século IV.

## Planimetria
| Planimetria dos fóruns imperiais de Roma |
| --- |
| Pórtico Curvo Pórtico Purpúreo Secretaria do Senado Plano de Mármore Templo da Via Sacra Biblioteca Vico Cúprio Arco de Trajano Arco de Druso Arco de Gêrmanico Pórtico Absidado Quadriga Estátua equestre Fórum de Trajano Mercado de Trajano Biblioteca Úlpia Coluna de Trajano Basílica Úlpia Basílica Argentária Templo de Marte Vingador Templo de Minerva Templo da Paz Fórum de César Templo da Vênus Genetrix Átrio da Liberdade Estátua equestre Fórum Romano Cúria Júlia Basílica Emília Subura Fórum de Nerva Fórum de Augusto Fórum da Paz |